# Lipursari
Lipursari is een bestuurslaag in het regentschap Wonosobo van de provincie Midden-Java, Indonesië. Lipursari telt 2144 inwoners (volkstelling 2010).